# Золотий м'яч 2025
«Золотий м'яч 2025»

22 вересня 2025
Найкращий футболіст світу: 
 …………………… 

Чинний володар «Золотого м'яча» Родрі
← 2024 * Золотий м'яч * 2026 →
Золотий м'яч 2025 — 69-ма щорічна церемонія вручення Золотого м’яча,  яку вручає «Франс Футбол», відзначаючи найкращих футболістів світу у сезоні 2024–25.  Вчетверте в історії нагороди вона буде вручатися за підсумками сезону, а не календарного року, що охоплює період з 1 серпня 2024 року по 31 липня 2025 року. Претенденти на нагороди були оголошені 7 серпня 2025 року, а церемонія нагородження відбудеться 22 вересня 2025 року.

## Золотий м'яч
30 номінантів на нагороду оголосили 7 серпня 2025 року. 
Участь у голосуванні візьмуть спортивні журналісти, які представлятимуть одну зі 100 найкращих країн у рейтингу ФІФА.
Кожен із членів журі обиратиме десятьох футболістів, які, на його думку, є найкращими гравцями світу. За перше місце нараховують 15 очок, за друге — 12, за третє — 10, за четверте — 8, за п'яте — 7, за шосте — 5, за сьоме — 4, за восьме — 3, за дев'яте — 2 та за десяте місце — 1 очко. Максимально переможець може отримати 1500 очок.
| Місце | Гравець               | Вік | Амплуа      | Клуб в сезоні 2024-25    | Країна     | Очки |
| ----- | --------------------- | --- | ----------- | ------------------------ | ---------- | ---- |
|       | Усман Дембеле         | 28  | Нападник    | Парі Сен-Жермен          | Франція    |      |
|       | Дезіре Дуе            | 20  | Півзахисник | Парі Сен-Жермен          | Франція    |      |
|       | Нуну Мендіш           | 23  | Захисник    | Парі Сен-Жермен          | Португалія |      |
|       | Вітінья               | 25  | Півзахисник | Парі Сен-Жермен          | Португалія |      |
|       | Фабіан Руїс           | 29  | Півзахисник | Парі Сен-Жермен          | Іспанія    |      |
|       | Жуан Невіш            | 20  | Півзахисник | Парі Сен-Жермен          | Португалія |      |
|       | Джанлуїджі Доннарумма | 26  | Воротар     | Парі Сен-Жермен          | Італія     |      |
|       | Ашраф Хакімі          | 26  | Захисник    | Парі Сен-Жермен          | Марокко    |      |
|       | Хвіча Кварацхелія     | 24  | Півзахисник | Наполі / Парі Сен-Жермен | Грузія     |      |
|       | Скотт Мактоміней      | 28  | Півзахисник | Наполі                   | Шотландія  |      |
|       | Лаутаро Мартінес      | 28  | Нападник    | Інтернаціонале           | Аргентина  |      |
|       | Дензел Дюмфріс        | 29  | Захисник    | Інтернаціонале           | Нідерланди |      |
|       | Ламін Ямаль           | 18  | Нападник    | Барселона                | Іспанія    |      |
|       | Роберт Левандовський  | 37  | Нападник    | Барселона                | Польща     |      |
|       | Рафінья               | 28  | Нападник    | Барселона                | Бразилія   |      |
|       | Педрі                 | 22  | Півзахисник | Барселона                | Іспанія    |      |
|       | Вінісіус Жуніор       | 25  | Нападник    | Реал Мадрид              | Бразилія   |      |
|       | Джуд Беллінгем        | 22  | Півзахисник | Реал Мадрид              | Англія     |      |
|       | Кіліан Мбаппе         | 26  | Нападник    | Реал Мадрид              | Франція    |      |
|       | Вірджил ван Дейк      | 34  | Захисник    | Ліверпуль                | Нідерланди |      |
|       | Мохаммед Салах        | 33  | Нападник    | Ліверпуль                | Єгипет     |      |
|       | Алексіс Мак Аллістер  | 26  | Півзахисник | Ліверпуль                | Аргентина  |      |
|       | Деклан Райс           | 26  | Півзахисник | Арсенал                  | Англія     |      |
|       | Ерлінг Голанн         | 25  | Нападник    | Манчестер Сіті           | Норвегія   |      |
|       | Коул Палмер           | 23  | Нападник    | Челсі                    | Англія     |      |
|       | Гаррі Кейн            | 32  | Нападник    | Баварія (Мюнхен)         | Англія     |      |
|       | Майкл Олізе           | 23  | Півзахисник | Баварія (Мюнхен)         | Франція    |      |
|       | Флоріан Вірц          | 22  | Півзахисник | Баєр 04                  | Німеччина  |      |
|       | Серу Гірассі          | 29  | Нападник    | Боруссія (Дортмунд)      | Гвінея     |      |
|       | Віктор Дьокереш       | 27  | Нападник    | Спортінг                 | Швеція     |      |

## Золотий м'яч серед жінок
30 номінанток на нагороду оголошено 7 серпня 2025 року. 
Участь у голосуванні візьмуть спортивні журналісти, які представлятимуть одну з 50 найкращих країн у рейтингу ФІФА.
Кожен із членів журі обиратиме десятьох футболісток, які, на його думку, є найкращими у світі. За перше місце нараховують 15 очок, за друге — 12, за третє — 10, за четверте — 8, за п'яте — 7, за шосте — 5, за сьоме — 4, за восьме — 3, за дев'яте — 2 та за десяте місце — 1 очко. Переможниця максимально може отримати 750 очок.
| Місце | Футболістка             | Вік | Амплуа      | Клуб у сезоні 2024—2025  | Країна    | Очки |
| ----- | ----------------------- | --- | ----------- | ------------------------ | --------- | ---- |
|       | Хлоя Келлі              | 27  | Нападник    | Манчестер Сіті / Арсенал | Англія    |      |
|       | Маріона Кальдентей      | 29  | Нападник    | Арсенал                  | Іспанія   |      |
|       | Стеф Кетлі              | 31  | Захисник    | Арсенал                  | Австралія |      |
|       | Емілі Фокс              | 27  | Захисник    | Арсенал                  | США       |      |
|       | Фріда Маанум            | 26  | Півзахисник | Арсенал                  | Норвегія  |      |
|       | Алессія Руссо           | 26  | Нападник    | Арсенал                  | Англія    |      |
|       | Лія Вільямсон           | 28  | Захисник    | Арсенал                  | Англія    |      |
|       | Айтана Бонматі          | 27  | Півзахисник | Барселона                | Іспанія   |      |
|       | Каролін Грем Гансен     | 30  | Нападник    | Барселона                | Норвегія  |      |
|       | Патріція Гіхарро        | 27  | Півзахисник | Барселона                | Іспанія   |      |
|       | Єва Пайор               | 28  | Нападник    | Барселона                | Польща    |      |
|       | Клаудія Піна            | 24  | Нападник    | Барселона                | Іспанія   |      |
|       | Алексія Путельяс        | 31  | Півзахисник | Барселона                | Іспанія   |      |
|       | Сенді Балтімор          | 25  | Нападник    | Челсі                    | Франція   |      |
|       | Люсі Бронз              | 33  | Захисник    | Челсі                    | Англія    |      |
|       | Ганна Гемптон           | 24  | Воротар     | Челсі                    | Англія    |      |
|       | Йоганна Ріттінг Канерід | 28  | Півзахисник | Челсі                    | Швеція    |      |
|       | Клара Бюль              | 24  | Нападник    | Баварія                  | Німеччина |      |
|       | Пернілле Хардер         | 32  | Нападник    | Баварія                  | Данія     |      |
|       | Мелші Дюморне           | 22  | Півзахисник | Олімпік Ліон             | Гаїті     |      |
|       | Ліндсі Хіпс (Хоран)     | 31  | Нападник    | Олімпік Ліон             | США       |      |
|       | Барбра Банда            | 25  | Нападник    | Орландо Прайд            | Замбія    |      |
|       | Марта                   | 39  | Нападник    | Орландо Прайд            | Бразилія  |      |
|       | Софія Канторе           | 25  | Нападник    | Ювентус                  | Італія    |      |
|       | Крістіана Джиреллі      | 35  | Нападник    | Ювентус                  | Італія    |      |
|       | Естер Гонсалес          | 32  | Нападник    | Готем                    | Іспанія   |      |
|       | Темва Чавінга           | 26  | Нападник    | Канзас-Сіті Карент       | Малаві    |      |
|       | Аманда Гутьєррес        | 24  | Нападник    | Палмейрас                | Бразилія  |      |
|       | Клара Матео             | 27  | Нападник    | Париж                    | Франція   |      |
|       | Керолайн Вейр           | 30  | Півзахисник | Реал Мадрид              | Шотландія |      |

## Трофей Копа серед чоловіків
Номінантів на нагороду оголосили 7 серпня 2025 року.
Лауреата нагороди обиратимуть лауреати «Золотого м'яча» від «France Football» (минулого року участь в опитуванні взяли 23 володарі нагороди). Кожен із членів журі обиратиме трьох футболістів. За перше місце нараховують 5 очок, за друге — три, за третє — одне очко.
| Гравець            | Вік | Амплуа      | Клуб в сезоні 2024-25 | Країна     |
| ------------------ | --- | ----------- | --------------------- | ---------- |
| Пау Кубарсі        | 18  | Захисник    | Барселона             | Іспанія    |
| Аюб Буадді         | 17  | Півзахисник | Лілль                 | Франція    |
| Дезіре Дуе         | 20  | Півзахисник | Парі Сен-Жермен       | Франція    |
| Естеван Вілліан    | 18  | Нападник    | Палмейрас             | Бразилія   |
| Дін Гейсен         | 20  | Захисник    | Борнмут               | Іспанія    |
| Майлз Льюїс-Скеллі | 18  | Півзахисник | Арсенал               | Англія     |
| Родрігу Мора       | 18  | Нападник    | Порту                 | Португалія |
| Жуан Невіш         | 20  | Півзахисник | Парі Сен-Жермен       | Португалія |
| Ламін Ямаль        | 18  | Нападник    | Барселона             | Іспанія    |
| Кенан Їлдиз        | 20  | Нападник    | Ювентус               | Туреччина  |

## Трофей Копа серед жінок
| Футболістка      | Вік | Амплуа      | Клуб в сезоні 2024-25 | Країна     |
| ---------------- | --- | ----------- | --------------------- | ---------- |
| Мішель Аг'єманг  | 19  | Нападник    | Арсенал               | Англія     |
| Лінда Кайседо    | 20  | Нападник    | Реал Мадрид           | Колумбія   |
| Віке Каптейн     | 20  | Півзахисник | Челсі                 | Нідерланди |
| Клаудія Мартінес | 17  | Нападник    | Олімпія (Асунсьйон)   | Парагвай   |
| Вікі Лопес       | 19  | Півзахисник | Барселона             | Іспанія    |

## Трофей Яшина серед чоловіків
Номінантів на нагороду оголосили 7 серпня 2025 року. 
Участь у голосуванні візьмуть спортивні журналісти, які представлятимуть одну зі 100 найкращих країн у рейтингу ФІФА.
Кожен із членів журі обиратиме трьох футболістів, які, на його думку, є найкращими воротарями світу. За перше місце нараховують 5 очок, за друге — три, за третє — одне очко.
| Голкіпер              | Клуб в сезоні 2024-25 | Країна    |
| --------------------- | --------------------- | --------- |
| Аліссон Беккер        | Ліверпуль             | Бразилія  |
| Яссін Буну            | Аль-Гіляль            | Марокко   |
| Джанлуїджі Доннарумма | Парі Сен-Жермен       | Італія    |
| Янн Зоммер            | Інтернаціонале        | Швейцарія |
| Тібо Куртуа           | Реал Мадрид           | Бельгія   |
| Еміліано Мартінес     | Астон Вілла           | Аргентина |
| Ян Облак              | Атлетіко (Мадрид)     | Словенія  |
| Давід Рая             | Арсенал               | Іспанія   |
| Матц Селс             | Ноттінгем Форест      | Бельгія   |
| Люка Шевальє          | Лілль                 | Франція   |

## Трофей Яшина серед жінок
| Голкіпер            | Клуб в сезоні 2024-25 | Країна     |
| ------------------- | --------------------- | ---------- |
| Анн-Катрін Бергер   | Готем                 | Німеччина  |
| Ката Колл           | Барселона             | Іспанія    |
| Ганна Гемптон       | Челсі                 | Англія     |
| Чіамака Ннадозі     | Париж                 | Нігерія    |
| Дафна ван Домселаар | Арсенал               | Нідерланди |

## Трофей Герда Мюллера
Нагорода, що вручається найрезультативнішому футболісту сезону, з урахуванням голів забитих як за клуби, та і за національні збірні.
Номінантів на нагороду буде оголошено у серпні 2025 року. 

## Нагорода Сократеса
Номінантів на нагороду буде оголошено у серпні 2025 року. 

## Найкращий клуб року
Номінантів на нагороду буде оголошено у серпні 2025 року. 

## Найкращий жіночий клуб року
Номінантів на нагороду буде оголошено у серпні 2025 року. 

## Тренер року серед чоловіків
Номінантів на нагороду оголошено 7 серпня 2025 року.
| Тренер          | Команда в сезоні 2024-25 | Країна     |
| --------------- | ------------------------ | ---------- |
| Антоніо Конте   | Наполі                   | Італія     |
| Луїс Енріке     | Парі Сен-Жермен          | Іспанія    |
| Ганс-Дітер Флік | Барселона                | Німеччина  |
| Енцо Мареска    | Челсі                    | Італія     |
| Арне Слот       | Ліверпуль                | Нідерланди |

## Тренер року серед жінок
Номінантів на нагороду оголошено 7 серпня 2025 року.
| Тренер         | Команда в сезоні 2024-25 | Країна     |
| -------------- | ------------------------ | ---------- |
| Саріна Вігман  | зб. Англії               | Нідерланди |
| Артур Еліас    | зб. Бразилії             | Бразилія   |
| Соня Бомпастор | Челсі                    | Франція    |
| Джастін Мадугу | зб. Нігерії              | Нігерія    |
| Рене Следжерс  | Арсенал                  | Нідерланди |